# Dykasteria Nauki Wiary
Dykasteria Nauki Wiary (tłumaczona także jako Dykasteria Doktryny Wiary lub Dykasteria ds. Wiary) – jedna z szesnastu dykasterii Kurii Rzymskiej.

## Historia

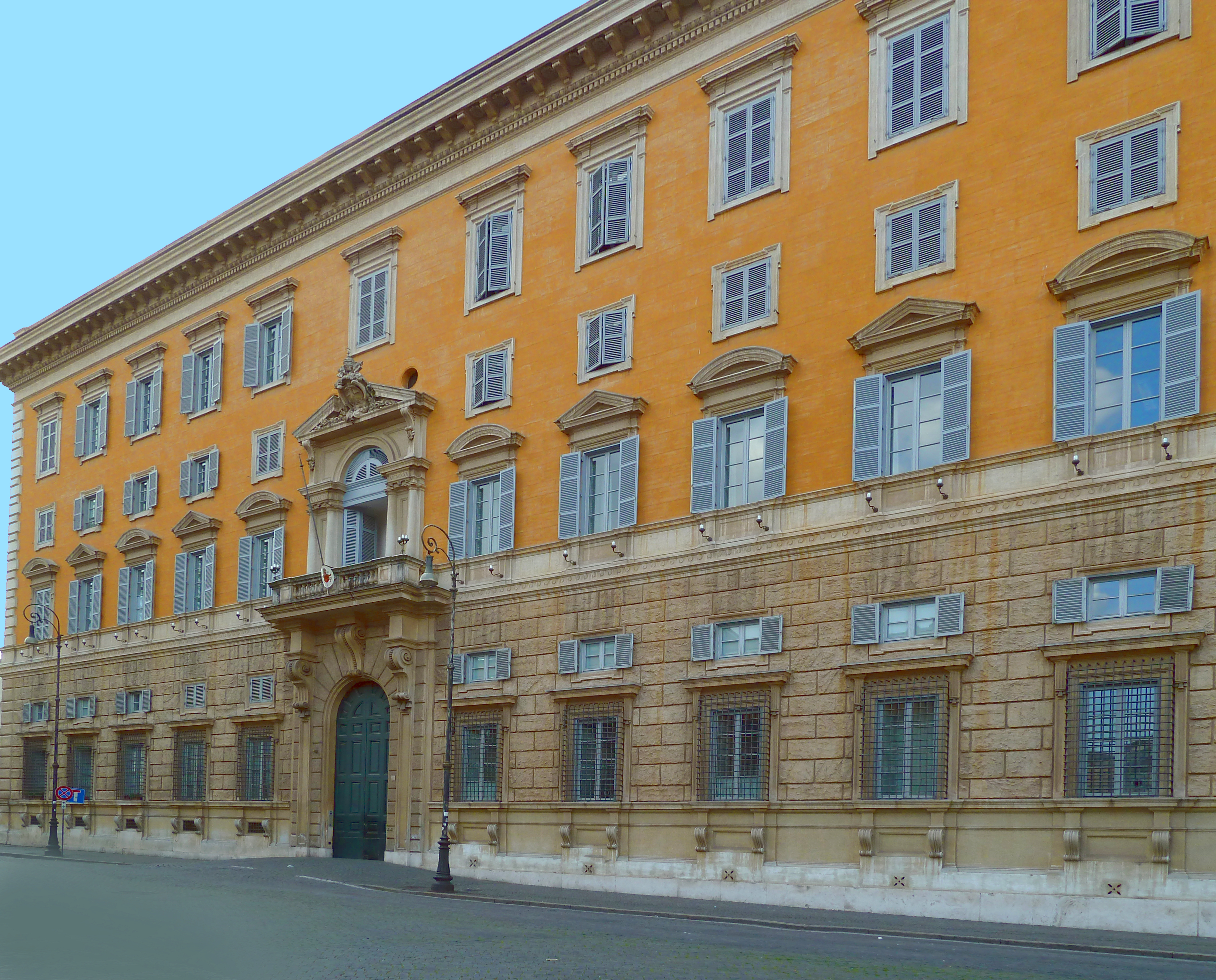
Congregatio pro Doctrina Fidei

21 lipca 1542 Papież Paweł III ogłosił konstytucję apostolską Licet ab initio, reformującą Świętą Inkwizycję. Powoływała ona Kongregację Rzymskiej i Powszechnej Inkwizycji (nazywaną też Świętą Inkwizycją lub Świętym Oficjum) w celu „zachowania i obrony jedności wiary oraz wykrywania i zwalczania błędów oraz fałszywych doktryn”. Początkowo miała charakter tymczasowy, ale w 1564 Pius IV przekształcił ją w stałą kongregację Kurii Rzymskiej, co w 1588 potwierdził Sykstus V, nadając jej zarazem honorowy prymat wśród wszystkich kongregacji. W tej postaci działała ona do 1965, z tym, że w roku 1908 zaniechano używania w nazwie słowa Inkwizycja.
7 grudnia 1965 decyzją Pawła VI, jej nazwę zmieniono na Świętą Kongregację Nauki Wiary. Przy tej okazji dokonano też kilku zmian o charakterze organizacyjnym (zniesienie urzędu komisarza generalnego, ustanowienie urzędu kardynała prefekta) i kompetencyjnym (zniesienie Indeksu Ksiąg Zakazanych).
W 1983 jej nazwę zmieniono na Kongregacja Nauki Wiary (łac. Congregatio pro Doctrina Fidei), usunięto z niej przymiotnik „Święta”, co wiązało się z wprowadzeniem nowego prawa kanonicznego. W 2022 jej nazwę, na podstawie konstytucji apostolskiej „Praedicate evangelium”, zmieniono na Dykasteria Nauki Wiary.

## Działalność
Podstawowym zadaniem Dykasterii jest dbanie o prawowierne głoszenie i obronę wiary katolickiej w całym Kościele. Do jej kompetencji należą wszystkie sprawy, dotyczące doktryny wiary lub moralności. Dykasteria odpowiada za weryfikację pism teologicznych pod kątem zgodności z wiarą katolicką oraz wykładowców teologii, którzy zostali oskarżeni o błędne poglądy, publikuje deklaracje dotyczące konkretnych pytań z zakresu wiary i moralności, śledzi i weryfikuje prywatne objawienia, czuwa również nad pracami Papieskiej Komisji Biblijnej i Międzynarodowej Komisji Teologicznej.
W listopadzie 2014 w ramach Kongregacji ustanowiono Kolegium ds. odwołań w celu rozpatrywania najcięższych przestępstw (delicta graviora) takich jak: naruszenia seksualne wobec nieletnich czy przestępstwa związane z sakramentem pokuty. Kolegium tworzy siedmiu kardynałów lub biskupów wybieranych przez papieża.

## Prefekci
- 9 lutego 1966 – 8 stycznia 1968 – proprefekt Alfredo Ottaviani
- 8 stycznia 1968 – 25 listopada 1981 – Franjo Šeper[a]
- 25 listopada 1981 – 2/19 kwietnia 2005 – Joseph Ratzinger[b]
- 13 maja 2005 – 2 lipca 2012 – William Joseph Levada
- 2 lipca 2012 – 1 lipca 2017 – Gerhard Ludwig Müller[c]
- 1 lipca 2017 – 1 lipca 2023 – Luis Francisco Ladaria Ferrer[4]
- od 1 lipca 2023 – Victor Manuel Fernández[5]

## Kierownictwo
Aktualne kierownictwo:
- kard. Victor Manuel Fernández – prefekt (od 2023)
- Armando Matteo – sekretarz sekcji doktrynalnej (od 2022)[7]
- John Joseph Kennedy – sekretarz sekcji dyscyplinarnej (od 2022)[7]
- Charles Jude Scicluna – sekretarz pomocniczy (od 2018)[8]
- Philippe Curbelié – podsekretarz (od 2022)[9]
- Robert Joseph Geisinger SJ – promotor sprawiedliwości (od 2014)[10]